# 奏来花
奏来 花（そらな、2004年〈平成16年〉5月25日 - ）は、日本のモデル、女優、タレント。北海道札幌市出身。

## 略歴
幼少期に「札幌キッズファッションショー」に出演したことをきっかけに、芸能界に関心を持つ。

映画やドラマ、小説を通じて人の感情や思考を深く考察することに興味を持ち、それが表現者を志す契機となった。

書道八段の資格を持ち、「第39回千歳JAL国際マラソン大会」女子の部で3位に入賞するなど、芸能活動以外の分野でも才能を見せている。

2025年5月には、「ミス・ヴィヴィアナ・ジャパン2025」に出場し、ファイナリストに選出された。

## 資格
- 書道八段

## 陸上
- 第39回千歳JAL国際マラソン大会 女子の部：3位入賞

## 出演

### コンテスト
- ミス・ヴィヴィアナ・ジャパン2025（ファイナリスト）[1]

### ファッションショー
- 札幌キッズモデルグランプリ
- Japan models 2023
- sapporo fashion cooperative 2025

### 雑誌掲載
- ニコラ
- mini
- non-no
- Seventeen
- Popteen
- S Cawaii!
- ViVi